# Joe Boyer

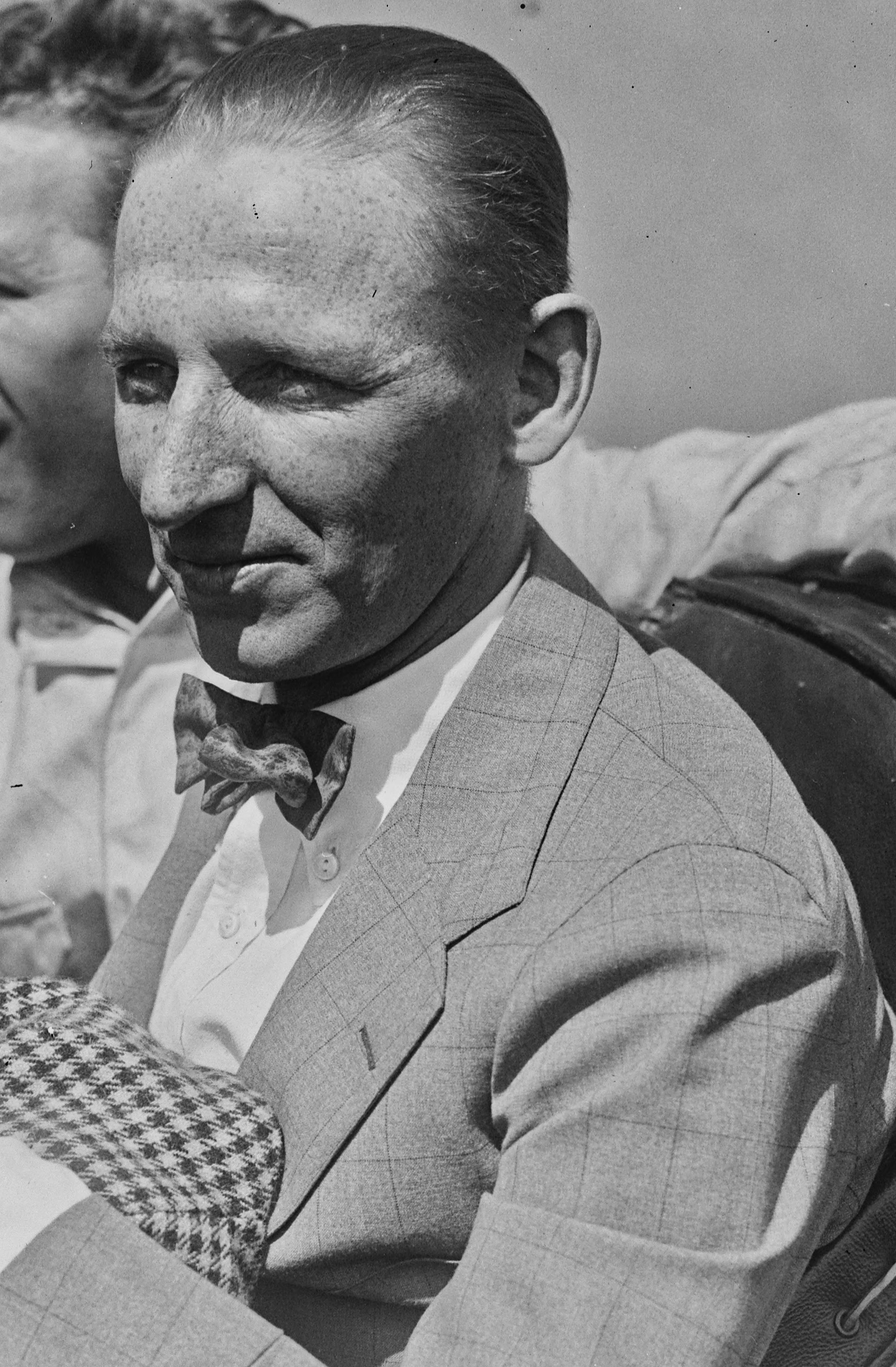
Joe Boyer in 1921

Joe Boyer (Detroit (Michigan), 12 mei 1890 - Tyrone (Pennsylvania), 2 september 1924) was een Amerikaans autocoureur. Hij werd co-winnaar van de Indianapolis 500 in 1924.

## Carrière
Boyer reed tussen 1917 en 1924 achtentwintig races die georganiseerd werden door de American Automobile Association. Hij won twee races in 1919, op een circuit in Uniontown en later dat jaar in Cincinnati. Hij nam in zijn carrière vijf keer deel aan de Indianapolis 500. Tijdens zijn laatste deelname in 1924 nam hij in de 111e ronde de Duesenberg over van Lora Corum en reed de wagen naar de overwinning. Beide rijders werden co-winnaar van de race. Tijdens een race op de Altoona Speedway in Pennsylvania later dat jaar kwam hij om het leven na een crash. Hij werd 34 jaar.